# Christoph Schnee
Christoph Schnee (* 1972) ist ein deutscher Regisseur.
Schnee studierte zunächst Philosophie, Germanistik, Theater-, Film-, Fernseh- und Musikwissenschaften. Nach seinem Studium begann er seine Regiehospitanz/-assistenz an den Wuppertaler Bühnen bei Holk Freytag und Friedrich Meyer-Oertel. Im Anschluss daran folgte ein Regievolontariat beim Westdeutschen Rundfunk in Köln (WDR).

## Regiearbeiten
- 1997–1998: Die Harald Schmidt Show (Einspieler, Spots & Studioregie)
- 1999–2000: Switch
- 1999–2000: Danke Anke (diverse Einspieler)
- 2000–2001: Was guckst du?! (Pilotfilm und 1.+ 2. Staffel)
- 2002–2004: Alles Atze (Fernsehserie, 14 Folgen)
- 2002: Sechserpack (Fernsehserie, neun Folgen)
- 2003: Berlin, Berlin (Fernsehserie, vier Folgen)
- 2004–2005: Nikola (Fernsehserie, 14 Folgen)
- 2005–2006: Die Familienanwältin (Fernsehserie, sieben Folgen)
- 2006: Zwei Engel für Amor (Fernsehserie, acht Folgen)
- 2008–2012: Mord mit Aussicht (Fernsehserie, zehn Folgen)
- 2007: Der Lehrer (Fernsehserie, acht Folgen)
- 2008: Marie Brand und der Charme des Bösen
- 2009: SOKO Köln (Fernsehserie, drei Folgen)
- 2009: Danni Lowinski (Fernsehserie, vier Folgen)
- 2010: Tatort – Schmale Schultern
- 2011: Marie Brand und die Dame im Spiel
- 2012: 2 für alle Fälle – Manche mögen Mord
- 2012: Das Millionen Rennen
- 2012: Der Klügere zieht aus
- 2013: Tatort – Trautes Heim
- 2014: Kückückskind
- 2015: Zorn – Wo kein Licht (Fernsehreihe)
- 2017: Die Eifelpraxis – Eine Dosis Leben
- 2017: Die Eifelpraxis – Väter und Söhne
- seit 2018: Die Heiland – Wir sind Anwalt (Fernsehserie, mehrere Folgen), ARD
- 2018: Nix Festes (Fernsehserie, vier Folgen), ZDFneo
- 2019: Größer als im Fernsehen, hr/ARTE/ARD
- 2019: Ein himmlisch fauler Engel (Fernsehfilm)
- 2020: Matze, Kebab und Sauerkraut
- 2021: Goldjungs (Fernsehfilm) ARD Degeto/WDR
- 2023: Miss Merkel – Mord im Schloss (Fernsehfilm)
- 2023: Polizeiruf 110: Cottbus Kopflos

## Auszeichnungen
- 2001: Deutscher Comedypreis für Was guckst du?!
- 2001: Deutscher Fernsehpreis für Was guckst du?!
- 2003: Deutscher Comedypreis für Alles Atze
- 2003: Deutscher Fernsehpreis für Alles Atze
- 2004: Deutscher Comedypreis für Alles Atze
- 2004: Deutscher Fernsehpreis für Berlin, Berlin
- 2004: International Emmy für Berlin, Berlin
- 2005: Deutscher Fernsehpreis für Nikola
- 2006: Nominierung Adolf-Grimme-Preis für Zwei Engel für Amor
- 2006: Nominierung Deutscher Fernsehpreis für Zwei Engel für Amor
- 2008: Nominierung Deutscher Fernsehpreis für Die Familienanwältin
- 2008: Nominierung Rose d’Or für Der Lehrer
- 2009: Deutscher Fernsehpreis – Beste Serie für Der Lehrer
- 2009: Nominierung Adolf-Grimme-Preis für Mord mit Aussicht
- 2009: Nominierung Fernsehkrimipreis für Marie Brand und der Charme des Bösen
- 2010: Deutscher Fernsehpreis – Beste Serie für Danni Lowinski
- 2012: RuhrPott Leserfilmpreis beim Kinofest Lünen für Das Millionen Rennen
- 2013: Nominierung für den Adolf-Grimme-Preis für Mord mit Aussicht